# Perianne Jones
Pour les articles homonymes, voir Jones.
Perianne Jones, née le 18 février 1985 à Almonte (Ontario), est une fondeuse canadienne. Elle est spécialiste du sprint.

## Carrière
Membre du Nakkertok Ski Club, elle court dans le cirque blanc depuis 2001, prenant part notamment aux Championnats du monde junior entre 2003 et 2005, avec comme meilleur résultat une treizième place en sprint en 2004 à Stryn.
En décembre 2005, elle prend son premier départ en Coupe du monde à Vernon et marque son premier point (30e) au sprint de Canmore an janvier 2008. En 2008, elle termine dans le top dix (8e) du sprint des Championnats du monde des moins de 23 ans à Malles et finit aussi en tête du classement général de la Coupe nord-américaine.
Ensuite, elle est sélectionnée aux Championnats du monde 2009, puis dans l'équipe canadienne pour les Jeux olympiques d'hiver de 2010 disputés à Vancouver au Canada. La fondeuse atteint ensuite sa première demi-finale en Coupe du monde à Stockholm en mars 2011 (12e) et son premier podium en sprint par équipes avec Chandra Crawford à Milan début 2012. Un an plus tard, Jones signe son meilleur résultat dans l'élite avec une neuvième place au sprint libre de Liberec, avant une troisième place en sprint par équipes à Sotchi.
Perianne Jones participe à ses deuxièmes jeux olympiques en 2014 à Sotchi, prenant la 22e place du sprint (quart de finale), la dixième place au sprint par équipes et la douzième place au relais.
Pour son ultime saison en 2014-2015, elle dispute les Championnats du monde 2015 à Falun, se classant entre autres 24e du sprint libre, soit son meilleur résultat individuel en mondial. Cet hiver, elle remporte aussi le titre national du sprint.

## Palmarès

### Jeux olympiques
| Épreuve / Édition | Sprint                           | Sprint                           | 10 km                            | 10 km                            | Poursuite / Skiathlon 2 × 7,5 km | 30 km | Relais | Relais   |
| Épreuve / Édition | Libre                            | Classique                        | Libre                            | Classique                        | Poursuite / Skiathlon 2 × 7,5 km | 30 km | Sprint | 4 × 5 km |
| JO 2010 Vancouver | Épreuve inexistante à cette date | 41e                              | —                                | Épreuve inexistante à cette date | 56e                              | —     | —      | 15e      |
| JO 2014 Sotchi    | 22e                              | Épreuve inexistante à cette date | Épreuve inexistante à cette date | —                                | —                                | —     | 10e    | 12e      |

Légende :
- — : Perianne Jones n'a pas participé à cette épreuve
- : Épreuve inexistante à cette date

### Championnats du monde
| Épreuve / Édition           | Sprint                           | Sprint                           | 10 km                            | 10 km                            | Poursuite / Skiathlon 2 × 7,5 km | 30 km | Relais | Relais   |
| Épreuve / Édition           | libre                            | classique                        | libre                            | classique                        | Poursuite / Skiathlon 2 × 7,5 km | 30 km | Sprint | 4 × 5 km |
| Mondiaux 2009 Liberec       | 54e                              | Épreuve inexistante à cette date | Épreuve inexistante à cette date | 48e                              | —                                | —     | 6e     | —        |
| Mondiaux 2011 Oslo          | 29e                              | Épreuve inexistante à cette date | Épreuve inexistante à cette date | 39e                              | —                                | —     | 6e     | 14e      |
| Mondiaux 2013 Val di Fiemme | Épreuve inexistante à cette date | 48e                              | —                                | Épreuve inexistante à cette date | —                                | —     | 13e    | —        |
| Mondiaux 2015 Falun         | Épreuve inexistante à cette date | 24e                              | 32e                              | Épreuve inexistante à cette date | 37e                              | -     | —      |          |

Légende :
- : pas d'épreuve
- — : non disputée par Jones

### Coupe du monde
- Meilleur classement général : 53e en 2013
  - Meilleur classement en sprint : 27e en 2013.
- 2 podiums : 
  - 2 podiums en épreuve par équipes : 2 troisièmes positions (en sprint par équipe 2012, 2013).
- Meilleur résultat individuel : 9e.

#### Classements en Coupe du monde
| Année     | Classement général final | Classement distance | Classement sprint |
| 2007-2008 | 104e                     |                     | 80e               |
| 2008-2009 | 80e                      | 88e                 | 59e               |
| 2009-2010 | 117e                     |                     | 81e               |
| 2010-2011 | 80e                      | -                   | 55e               |
| 2011-2012 | 72e                      | 82e                 | 47e               |
| 2012-2013 | 53e                      |                     | 27e               |
| 2013-2014 | 78e                      |                     | 48e               |
| 2014-2015 | 104e                     |                     | 63e               |

### Championnats du Canada
- Championne du sprint classique en 2015.